# Aage Hansen
Aage Hansen (ur. 13 kwietnia 1935 w Asker, zm. 15 listopada 2023 tamże) – norweski żużlowiec.

## Życiorys
Wielokrotny reprezentant Norwegii. Finalista indywidualnych mistrzostw świata (Londyn 1957 – XII miejsce). Siedmiokrotnie złoty (1956–1961 i 1963), srebrny (1964) oraz finalista (1966 – IV miejsce) indywidualnych mistrzostw Norwegii.
Startował w lidze norweskiej oraz angielskiej – w barwach klubu Ipswich Witches.

## Przynależność klubowa
Norwegia
- NMK Oslo
- NMK Romenike

Wielka Brytania
- Ipswich Witches